# Мінерали оптично двовісні
Мінерали оптично двовісні (рос. минералы оптически двуосные, англ. optically biaxial minerals, нім. optisch zweiachsige Minerale n pl) — мінерали ромбічної, моноклінної та триклінної сингонії, у яких оптичною індикатрисою є тривісний еліпсоїд, що має дві оптичні осі, перпендикулярні до колових перетинів індикатриси.